# لیتل تگزاس (آلاباما)
لیتل تگزاس (به انگلیسی: Little Texas) یک منطقهٔ مسکونی در ایالات متحده آمریکا است که در شهرستان مکون، آلاباما واقع شده‌است. لیتل تگزاس ۱۶۳٫۰۷ متر بالاتر از سطح دریا قرار دارد.